# لحن برودواي لعام 1936 (فلم)
لحن برودواي لعام 1936 (بالإنجليزية: Broadway Melody of 1936) هو فيلم تم إنتاجه في الولايات المتحدة وصدر في سنة 1935.

## بطولة
- جاك بيني

### ترشيحات وجوائز
| السنة | الحدث  | الفئة     | النتيجة |
| ----- | ------ | --------- | ------- |
| 1935  | أوسكار | أفضل فيلم | ترشـيـح |

## وصلات خارجية
- مقالات تستعمل روابط فنية بلا صلة مع ويكي بيانات